# Cisticola dambo
El cistícola dambo (Cisticola dambo) es una especie de ave paseriforme de la familia Cisticolidae propia del sur de África central.

## Distribución y hábitat
Se encuentra en Angola, Gabón, el sur de la República Democrática del Congo y Zambia. Su hábitat natural herbazales tropicales húmedos y las zonas bajas estacionalmente inundables.